# Стефани Шу
Стефани Шу (25. новембар 1990) је америчка глумица и пјевачица. Своју каријеру је започела у експерименталном позоришту прије него што је глумила на Бродвеју, почевши од улога Кристин Канигуле у мјузиклу Be More Chill (2015–2019) и Карен у Сунђер Боб Коцкалоне: Мјузикл на Бродвеју (2016–2017).
Добила је широко признање критике и номинацију за Оскара за најбољу споредну глумицу за улогу Џој Ванг / Џобу Тупаки у филму Све у исто време (2022). На телевизији је позната по својим споредним улогама у серијама Величанствена госпођа Мејзел (2019−2023) и Аквафина је Нора из Квинса (2020–2021).

## Рани живот
Стефани Шу је рођена у Торансу у Калифорнији. Њена бака по мајци се преселила из континенталне Кине на Тајван да би избјегла Кинески грађански рат. Као тинејџерка, њена мајка се преселила у Сједињене Државе ради бољег образовања. Шу је похађала средњу школу полуострва Палос Вердес. Преселила се у Бруклин да би се бавила позориштем и дипломирала је на NYU Tisch School of the Arts 2012. године.

## Каријера
Шу је започела своју каријеру у експерименталном позоришту. Од 2013. до 2015. године, она се редовно појављивала у МТВ ријалити хумористичној серији Girl Code. Добила је своју прву телевизијску улогу Џој Армстронг у Хулу серији The Path. 
Шу је позванa на прву читаћу пробу мјузикла Сунђер Боб 2012. године за улогу Карен, антропоморфног компјутера.  Она је наставила да игра ову улогу на сцени у Чикагу 2016, прије него што је дебитовала на Бродвеју 2017. године.
Године 2019, Шу се придружује сталној глумачкој екипи Амазон Прајм серије Величанствена госпођа Мејзел у трећој сезони као Меј Лин. Она и остатак глумачке екипе освојили су награду Удружења филмских глумаца за најбољи ансамбл у хумористичној серији 2020. године. 
Њена револуционарна улога дошла је 2022. године када је глумила Џој Ванг, депресивну ћерку лика Мишел Јео, и нихилистичког антагониста Џобуа Тупакија у апсурдистичкој драмедији Све у исто време. За ову улогу је освојила награду Спирит за најбољу нову изведбу, а била је номинована за Филмску награду по избору критичара, награду Удружења филмских глумаца и Оскара за најбољу споредну глумицу.